# Bystrovany
Bystrovany (en allemand : Bystrowan) est une commune du district et de la région d'Olomouc, en République tchèque. Sa population s'élevait à 1 022 habitants en 2020.

## Géographie
Bystrovany est arrosée par la rivière Bystřice, un affluent de la Morava et se trouve à 6 km à l'est du centre d'Olomouc et à 216 km à l'est-sud-est de Prague. Elle fait partie de l'agglomération d'Olomouc.
La commune est limitée par Olomouc au sud, à l'ouest et au nord, et par Bukovany et Velká Bystřice à l'est.

## Histoire
La première mention écrite de la localité date de 1277.